# Ніколау I
Ніколау I (порт. Гарсія I) або Місакі-міа-Німі (кон. Misaki mia Nimi; 1710 — 27 серпня 1758) — тридцять шостий маніконго центральноафриканського королівства Конго.
Був старшим сином короля Мануеля II. Зайняв трон після смерті Гарсії IV відповідно до угоди між родинами Кінлаза, представником якої був останній, і Кімпанзу, яку представляв Ніколау.